# Siemianowice Śląskie
Siemianowice Śląskie (tyska Siemianowitz, Laurahütte) är en stad i Śląsk vojvodskap i södra Polen. Staden har 70 712 invånare (2009).

## Historia
Orten hette tidigare Laurahütte och var en landskommun i preussiska
regeringsområrdet Oppeln i provinsen Schlesien. 1905 hade orten 15 114 invånare.
Laurahütte var beläget i det överschlesiska stenkolsområdet. 1789 grundades här ett järnverk, som fram till 1922 tillhörde Tyskland.